# Ernst Wilmanns
Ernst Wilmanns (* 13. März 1882 in Durango, Mexiko; † 28. April 1960 in Wuppertal) war ein deutscher Geschichtsdidaktiker, Verfasser von Geschichtsschulbüchern und Schulleiter der auf sein Betreiben so genannten Carl-Duisberg-Oberrealschule in Wuppertal-Barmen.

## Biografie
Als Sohn eines kaufmännischen Angestellten wurde er in Mexiko geboren, wuchs aber ab 1886 in Lichterfelde bei Berlin auf.
Nach dem Studium von Geschichte, Deutsch und Französisch sowie seiner Promotion 1904 trat er in Straßburg in den Schuldienst ein; später arbeitete er als Lehrer in Lübeck und Bielefeld, bevor er 1923 im späteren Wuppertal Schulleiter wurde. Im Ersten Weltkrieg diente er vier Jahre lang; 1939/1940 wurde Wilmanns erneut eingezogen. Politisch stand er in der Weimarer Republik der DDP nahe.
1913 publizierte er eine erste Grundlegung zum Quelleneinsatz im Geschichtsunterricht. In der Weimarer Republik trat er wider konservative Fachvertreter für den Quelleneinsatz in der Oberstufe ein, um den Lernenden ein eigenes Urteil über die Schulbücher hinaus zu ermöglichen. 1933 wandte er sich in einem Aufsatz eilig dem Nationalsozialismus zu und überarbeitete seine Schulbücher im Teubner-Verlag in dessen Sinn. Wie wenige andere Schulleiter trat er aber nicht der NSDAP bei und zeigte sich oftmals renitent. Als die Carl-Duisberg-Oberrealschule im August 1943 infolge der Fliegerangriffe evakuiert wurde, ging er in den Ruhestand. Die Ursache für die deutsche Katastrophe sah er im Glaubensabfall.
Entsprechend sah er nach 1945 in der zentralen Stellung des Christentums das Heilmittel für eine neue Erziehung. Der Geschichtsunterricht sollte auf dieser Basis umgestellt werden. Bei der Wiedergründung des Geschichtslehrerverbandes 1949 hielt er den zentralen Vortrag, doch dieser entpolitisierenden Auffassung folgte die Mehrheit nicht. Weiter wirkte aber sein Votum für das exemplarische Prinzip im Geschichtsunterricht und gegen den fachlichen Vollständigkeitsanspruch („Mut zur Lücke“).

## Familie
Ernst Wilmanns war der zweitälteste Sohn des Kaufmanns und Konsuls Hilmar Franz Günther Wilmanns (1847–1912) in Durango, Torreón. Seine Mutter Frieda Elsner verstarb bereits 1891. Ernst Wilmanns älterer Bruder war der Chirurg Richard Wilmanns, seine Schwester Armgard Frieda war mit dem lutherischen Bischof Otto Dibelius verheiratet.
Brüder seines Vaters Hilmar waren unter anderem der Germanist Wilhelm Wilmanns, der Jurist und Reichstagsabgeordnete Karl Wilmanns und der Althistoriker Gustav Heinrich Wilmanns.
Der Psychiater Karl Wilmanns und der Chemiker Gustav Wilmanns waren seine Cousins. Deren Vater Franz Rudolf Florenz August Wilmanns (1843–1931), der ebenfalls zeitweise Kaufmann in Durango war, war ebenfalls ein Bruder von Richard Wilmanns Vater Hilmar.

## Werke (Auswahl)
- Quellenlektüre zur Geschichte des Mittelalters. In: Vergangenheit und Gegenwart. Band 3, 1913, S. 212–224
- (Hg.): Die Quelle im Geschichtsunterricht. Teubner, Leipzig 1932.
- Pinnow, Hermann: Geschichtsbuch für die Mittelstufe. Teil: Ausg. A., Vorwiegend f. Preußen / Tl 4 A., E. Wilmanns: Deutsche Geschichte vom Wiener Kongreß bis zur Gegenwart. Leipzig, Berlin 1935.
- Pinnow, Hermann: Geschichtsbuch für die Mittelstufe; Teil: Ausg. A., Vorwiegend f. Preußen / Tl 4 A., Deutsche Geschichte vom Wiener Kongreß bis 1918. Von Ernst Wilmanns, Teubner, Leipzig 1935.
- Der preußische Staatsgedanke – Der Große Kurfürst, Friedrich Wilhelm I., Friedrich der Große. Matthiesen, Berlin 1941.
- Geschichtsunterricht – Grundlegung seiner Methodik. Klett, Stuttgart 1949
- Grundlagen des Geschichtsunterrichts. Klett, Stuttgart 1962 (posthum und unter Mitarbeit der Tochter Wilma Wilmanns)

## Belege
1. ↑  Schulhomepage des Carl-Duisberg-Gymnasiums (Memento vom 21. Oktober 2007 im Internet Archive)
2. ↑  Stammbaum der Familie Wilmanns

| Personendaten    | Personendaten                             |
| ---------------- | ----------------------------------------- |
| NAME             | Wilmanns, Ernst                           |
| KURZBESCHREIBUNG | deutscher Lehrer und Geschichtsdidaktiker |
| GEBURTSDATUM     | 13. März 1882                             |
| GEBURTSORT       | Victoria de Durango                       |
| STERBEDATUM      | 28. April 1960                            |
| STERBEORT        | Wuppertal                                 |